# Franz Xaver Stahl
Franz Xaver Stahl (* 11. Februar 1901 in Erding; † 16. November 1977 ebenda) war ein deutscher Tiermaler und Professor an der Kunstakademie München.

## Jugend und Studium
Franz Xaver Stahl wurde am 11. Februar 1901 in der nahe München gelegenen, späteren Kreisstadt Erding geboren. Seine Eltern besaßen dort ein Dekorationsmalergeschäft, das der Sohn eines Tages übernehmen sollte. Schon in jungen Jahren bewies der Knabe ein großes Talent für die Malerei, das er im Besonderen bei seinen häufigen Besuchen der Großeltern in Dachau auslebte, wo er gelegentlich als Zaungast die Malschule von Hans von Hayek besuchen durfte.
Im Jahr 1914 begann er eine Ausbildung zum Dekorationsmaler im elterlichen Betrieb in Erding. Bereits 1915 musste er diese Ausbildung jedoch bei dem Malermeister Albin Huber in Dachau fortsetzen, da sein Vater zur Armee eingezogen wurde. Im Winter des gleichen Jahres besuchte der junge Stahl die Schule für Dekorationsmalerei in München, um seine Ausbildung zu vertiefen. Zu dieser Zeit verdiente er sich sein erstes eigenes Geld mit der Herstellung kunstreicher Scherenschnitte, die sich damals gerade großer Beliebtheit erfreuten.
Als auch sein neuer Lehrmeister zum Militärdienst eingezogen wurde, nahm Stahl im Herbst 1915 eine Stelle als Lichtpauser bei der Militärbauleitung Dachau an, die er bis ins Jahr 1919 ausübte. In diesen Jahren verfertigte er in seiner Freizeit weitere Scherenschnitte und übte sich beständig in der Malerei.
Im Wintersemester 1919 wurde er an der Staatlichen Kunstgewerbeschule München angenommen und Schüler der Grafik- Buch- und Plakatkunst bei  Julius Diez. Dort lernte er verschiedene Techniken der Illustration und schuf 1920 eine Serie von Radierungen im Auftrag der Schule. Im Jahre 1921 beendete Stahl das Studium bei Julius Diez vorzeitig, da er seine persönlichen künstlerischen Vorlieben in einer rein kunstgewerblichen Ausbildung nicht ausreichend befriedigen konnte.
Er bewarb sich stattdessen an der Akademie der bildenden Künste bei dem Leiter der akademischen Tiermalklasse Heinrich von Zügel. Dieser nahm ihn auf, obwohl er selbst kurz vor der Emeritierung stand, offenbar, weil er in Stahl eine besondere Begabung für diesen Zweig der Malerei erkannte. Bereits im Jahre 1922 übernahm Angelo Jank die Klasse und macht Stahl zum Meisterschüler mit eigenem Komponieratelier.
In den Jahren 1922 und 1923 unternahm Stahl zwei Studienreisen nach Böhmen und an den Bodensee. Im Jahr 1924 nahm er erstmals an einer Ausstellung der Münchner Künstlergenossenschaft im Münchner Glaspalast teil. Bei dieser Gelegenheit wurde ein erstes seiner Werke („Herde im Wald“, Öl, 60 cm × 81 cm) von der Bayerischen Staatsregierung erworben, was für Stahl naturgemäß eine große persönliche Anerkennung bedeutete.
Im Juni des gleichen Jahres starb sein Vater und Franz Xaver Stahl musste nach Erding zurückkehren, um das väterliche Malergeschäft fortzuführen, bis er es zu Beginn des Wintersemesters 1925 an seinen jüngeren Bruder Josef übergeben konnte. Danach konnte er seine Studien wiederaufnehmen und beteiligte sich ein weiteres Mal an einer Ausstellung der Münchner Künstlergenossenschaft im Glaspalast. Auch diese Beteiligung wurde durch den Ankauf eines großformatigen Werkes („Weide“) durch die Bayerische Staatsregierung gekrönt.

## Freischaffender Künstler und Professur bis 1945
Zur Beendigung seines Studiums erhielt Stahl im Jahr 1927 ein Reisestipendium der Akademie für Holland. Dort arbeitete er sechs Wochen, um im Anschluss daran wieder nach München zurückzukehren und sich als fertig ausgebildeter akademischer Kunstmaler in Dachau, München und Erding niederzulassen. In den folgenden Jahren beteiligte er sich weiterhin regelmäßig an den Ausstellungen im Münchner Glaspalast und stellte im Jahr 1928 zur 700-Jahr-Feier erstmals in seiner Heimatstadt Erding aus. Danach beschickte er erste Einzelausstellungen in Plauen und Greiz.
Im Jahr 1931 bezog er ein Atelier in der Nymphenburger Straße in München, das er bis 1944 behielt. Am 6. Juni desselben Jahres wurden beim Brand des Glaspalastes in München auch einige Bilder Stahls vernichtet. Ab 1937 beteiligte sich Franz Xaver Stahl regelmäßig an der Großen Deutschen Kunstausstellung im Haus der Deutschen Kunst in München, der propagandistischen Leistungsschau nationalsozialistischer Kunst im NS-Staat.
Mit Ausnahme des Jahres 1939 war Stahl von 1937 bis 1944 jedes Jahr mit ein bis zwei seiner Gemälde bei der besagten Großen Deutschen Kunstausstellung vertreten, ein untrügliches Zeichen dafür, dass er in der Kunstwelt dieser Zeit eine ausgesprochen renommierte Position erreicht hatte. Im Jahr 1940 reiste er zu Studienzwecken nach Prag.
Stahl beantragte am 24. Juli 1937 die Aufnahme in die NSDAP und wurde rückwirkend zum 1. Mai desselben Jahres aufgenommen (Mitgliedsnummer 5.869.799). 1941 wurde er zum Leiter der Tiermalklasse an der Akademie der bildenden Künste in München berufen. 1942 verlieh ihm die Akademie die Dienstbezeichnung Professor.
Im Jahr 1944 brannte Stahls Atelier in der Nymphenburger Straße nach einem Bombenangriff aus. Viele seiner Bilder wurden dabei vernichtet. Stahl siedelte darauf in sein Atelier in der Kunstakademie um, doch auch das wurde bald durch einen Bombenangriff zerstört. Weitere Bilder wurden Opfer dieses Angriffs. Bald darauf wurde auch Stahl zum Kriegsdienst einberufen. Seine Karriere als Professor an der Kunstakademie fand damit ihr vorzeitiges Ende.

## Freischaffender Künstler von 1945 bis 1977
1945 kehrte Stahl aus amerikanischer Kriegsgefangenschaft in seine Heimatstadt Erding zurück. Dort bezog er sein Elternhaus, renovierte es und richtete sich ein Atelier ein.
An der Akademie der Bildenden Künste München fand sich keine weitere Verwendung für ihn, da er im Oktober auf Betreiben der Militärregierung zusammen mit den Professoren Bleeker, Knecht, Thorak und Kaspar im Zuge einer Entlassung ehemaliger NSDAP-Mitglieder und Nazi-Künstler entlassen wurde. Lediglich Hermann Kaspar gelang es in der Folge, eine Wiedereinstellung zu erreichen. Stahl fand trotz einer Bewerbung keine Anstellung mehr; Briefe der Akademieleitung, die sich im Nachlass Franz Xaver Stahls befinden, belegen, dass nicht ausreichend Studenten für die erneute Installation einer Tiermalklasse zu finden waren.
Er beschränkte sich in der Folge  auf seine künstlerische Arbeit, die er zuerst im lokalen Erdinger Umfeld präsentierte. So entwarf er das Plakat für die „Erdinger Heimatwoche“ 1949 und stellte dort einige seiner Gemälde aus. Im Jahr darauf entwarf er das Plakat „Pferdekopf“ für das „Volks- und Landwirtschaftsfest Erding“ und 1950 begann er Bilder von Pferden und Menschen der Münchner Müllabfuhr zu entwerfen, als klar wurde, dass die Zeiten für den Einsatz von Tieren in diesem Berufszweig bald zu Ende gehen würden.
1951 kehrte er im Rahmen einer Ausstellung der Mitglieder der alten Münchner Künstlergenossenschaft im Haus der Kunst mit seinen Bildern in die Großstadt zurück. Von da an war er wieder regelmäßiger Gast bei den Ausstellungen der Münchner Künstlergenossenschaft und beschickte im Laufe der Jahre verschiedene andere Ausstellungen in Erding und im Münchner Umland.
1956 starb nach langer Krankheit seine Mutter, die er bis zuletzt gepflegt hatte und so konnte er 1957 mit seinem Freund Theo Kärner ein Atelier am Münchener Künstlerhof, Steubenplatz 25 beziehen. Dieses Atelier behielt er bis zu seinem Tode im Jahr 1977.
Im Jahr 1963 heiratete er die Witwe seines ehemaligen Malerkollegen Johann Georg Schlech, Margarete Schlech, geborene Gruber. 1967 bestückte er eine gemeinsame Ausstellung mit Constantin Gerhardinger mit immerhin 59 Werken und im Jahre 1972 wurde er zum Ehrenmitglied der Königlich Privilegierten Künstlergenossenschaft von 1968 in München ernannt.
Franz Xaver Stahl starb am 16. November 1977 in seinem Haus in Erding überraschend an Herzversagen. Er fand seine letzte Ruhestätte im Grab der Familie auf dem Erdinger Friedhof St. Paul. Franz Xaver Stahls Nachlass befindet sich in seiner Heimatstadt Erding. Nach dem Tod seiner Ehefrau Margarete Stahl im Februar 2014 ging der künstlerische und private Nachlass Stahls als wertvolles Erbe in den Besitz der Stadt Erding über und ist seit September 2014 öffentlich zu besichtigen.

## Das Werk
Franz Xaver Stahl war einer der wenigen verbliebenen, besonders auf die Tiermalerei spezialisierten Künstler in der zweiten Hälfte des letzten Jahrhunderts. Von Jugend an hatte das ländliche Umfeld und vor allen Dingen die Beobachtung und Darstellung von Tieren in ihrem angestammten ländlichen Lebensraum sein Werk und sein Wirken besonders geprägt.
Stilistisch folgte er zuerst seinen Lehrern, dabei besonders Malern wie Hayek, Heinrich von Zügel oder Angelo Jank und entwickelte später dann konsequent eine ganz persönliche, impressionistische Sichtweise, die er bis ins Alter verfolgte, ausbaute und in allen seinen Werken umsetzte.
Bis auf wenige Porträts, Landschaften und diverse graphische Arbeiten in seiner Jugend hat er diesen Weg und besonders die Thematik der Darstellung von Tieren kaum je verlassen.
Sein Werk ist besonders gekennzeichnet von solidem handwerklichen Können und einem tiefen Gespür für die natürliche Bewegung und das Wesen seiner Objekte, der Tiere.
Einige seiner Bilder sind im Besitz der Bayerischen Staatsgemäldesammlung, verschiedene wurden in der Großen Deutschen Kunstausstellung und nach dem Krieg im Haus der Kunst in München präsentiert.

## Spätere Ehrungen

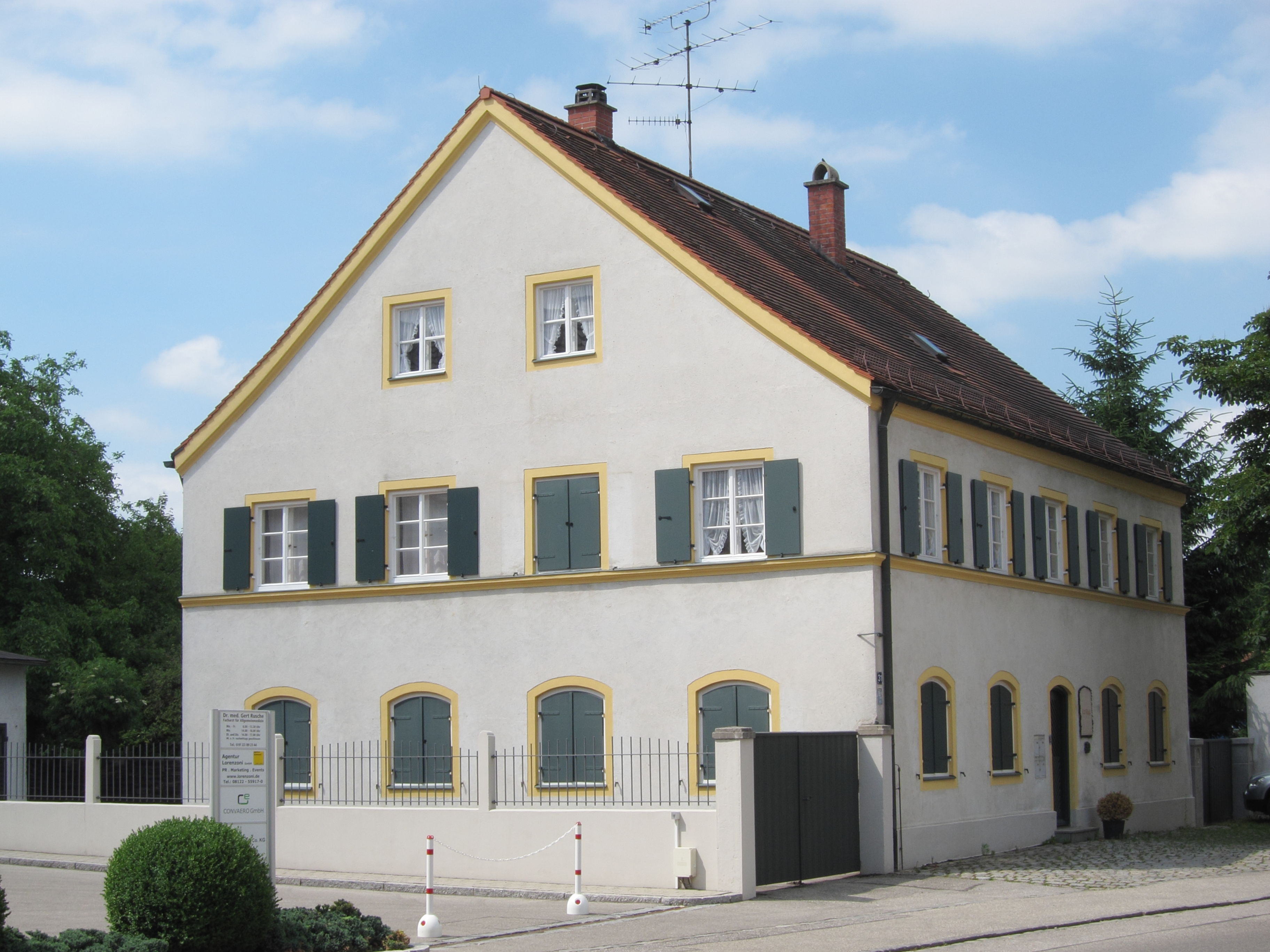
Franz-Xaver-Stahl-Museum in seinem ehemaligen und Atelierhaus

Seit dem Jahre 1972 war Franz Xaver Stahl Ehrenmitglied der Königlich Privilegierten Künstlergenossenschaft von 1868 in München.
Den Nachlass Stahls pflegte ab dem Jahr 1977 seine Witwe Margarete mit großem Einsatz.
Aber auch offizielle Stellen nahmen Anteil und trugen dazu bei, Franz Xaver Stahl und sein Werk nicht in Vergessenheit geraten zu lassen.
Bereits im Jahr 1978, als im Zuge der Eingliederung der heutigen Ortsteile Altenerding und Langengeisling diverse Umbenennungen von Straßennamen anstanden, wurde die ehemalige Fehlbachstraße nach ihm benannt, zuerst in „Professor Stahl Straße“, später dann auf Wunsch der Witwe in „Franz Xaver Stahl Straße“.
Im Jahr 1991 gab der Landkreis Erding dann das umfassende Werk „Franz Xaver Stahl“ der Kunstwissenschaftlerin Ilse Paula Dolinschek heraus, einen  Bildband, in dem auf 304 Seiten mit vielen  Farbtafeln Stahls Werk eindrucksvoll dargestellt wird. Das Vorwort hierfür schrieb der damalige Bayerische Staatsminister für Unterricht, Kultus, Wissenschaft und Kunst, Hans Zehetmair.
Die Stadt Erding und diverse private Organisationen initiierten zudem immer wieder Ausstellungen, in denen Werke aus dem Nachlass des Künstlers zu sehen waren und an seinem Wohnhaus ließ der Historische Verein Erding bereits 1981 einen Gedenkstein anbringen. Derselbe Verein veranstaltete im Jahre 2005 in Zusammenarbeit mit der Witwe Stahl die letzte große Ausstellung des Malers, in der bis dahin nicht gesehene Werke aus dem grafischen Nachlass gezeigt wurden. Als Franz-Xaver-Stahl-Museum ist das Biedermeier-Wohn- und Atelierhaus (erbaut 1840) des Kunstmalers seit 2014 im Besitz der Stadt Erding und für die Öffentlichkeit zugänglich. Es zeigt mehrere Galerieräume mit Werken Stahls (und Johann Georg Schlechs) sowie original ausgestattete private Räumlichkeiten und das seit seinem Tode unveränderte Atelier Franz Xaver Stahls, als seltenes Beispiel eines erhaltenen Künstlerateliers der ersten Hälfte des 20. Jahrhunderts.